# Koryolink
Koryolink ( coreeană 고려링크 , uneori scris ca koryolink ) este un furnizor de telecomunicații din Coreea de Nord . Compania este un operator de telefonie celulară deținut de Cheo Technology, o colaborare dintre Orascom Telecom Media and Technology Holding (OTMT), care deține 75% din acțiuni, și Korea Post and Telecommunications Corporation (KPTC), deținută de stat. Koryolink s-a lansat în 2008 și a fost primul operator 3G din Coreea de Nord. 
Oferă servicii în Pyongyang și în alte cinci orașe, precum și de-a lungul a opt autostrăzi și căi ferate. Numerele de telefon din rețea incep cu +850 (0)1912. În ciuda faptului că este o rețea 3G, nu există acces la Internet (doar acces la Intranet ) pentru utilizatorii locali. Deși din aprilie 2014, accesul la internet pentru străini cu viteză limitată sau volum de trafic limitat era disponibil la un preț exagerat de mare. 

## Istorie
Compania Orsacom Telecom a primit licența de a creea o rețea mobilă 3G în Coreea de Nord în ianuarie 2008. Koryolink și-a facut rețeaua 3G pentru a acoperi inițial Pyongyang, care are o populație de peste două milioane de oameni, cu un plan de a extinde acoperirea în toata țară.
La lansarea rețelei în decembrie 2008, avea 5.300 de abonați.  Orascom a raportat 47.873 de abonați în iunie 2009,  apoi 432.000 de abonați nord-coreeni în decembrie 2010  crescând la 809.000 până în septembrie 2011,  și depășind un milion până în februarie 2012.  Până în aprilie 2013, numărul de abonați se apropia de două milioane.  În 2011, 99,9% dintre clienții Koryolink aveau acces 3G. 
În anul 2015, numărul abonatilor a depășit trei milioane, iar rețeaua a fost profitabilă. Totusi, guvernul Coreei de Nord a refuzat transferarea de profituri din Coreea de Nord către Orascom Telecom și a început un al doilea operator de telefonie mobila numit Kangsong Net pentru a concura cu Koryolink.  Ca urmare, Orascom a raportat în rezultatul său financiar că a pierdut controlul asupra activităților Koryolink.  
În urma sancțiunilor create împotriva Coreei de Nord de către Consiliul de Securitate al ONU, Orascom a primit un permis în septembrie 2018 de a continua operațiunile retelei Koryolink în Coreea de Nord.  Rezoluția 2375 a Consiliului de Securitate al Națiunilor Unite urma să fie obținută până la 9 ianuarie 2018 pentru a menține legale operațiunile din Coreea De Nord ale Orascom. 
Pe data de 26 februarie 2013, Koryolink a pus la dispoziție serviciul de date mobile pentru străini, la costul scandalos de 192 USD(aprox. 840 lei) pentru 2GB de internet;  aproximativ o lună mai târziu, pe 29 martie, acest serviciu a fost scos. Un oficial Koryolink a declarat că serviciul de internet 3G va fi în continuare disponibil pentru anumiți rezidenți pe termen lung, cum ar fi personalul diplomatic. 
Potrivit Orascom Telecom, guvernul al Coreei De Nord supravegheaza toate activitățile rețelei mobile începând chiar si din 2009.   Numai apelurile din Coreea de Nord sunt permise pe Koryolink. Cu toate acestea, telefoanele de contrabandă au fost folosite chiar peste granița din China pentru apelarea directă internațională. 
În februarie 2012, guvernul a negat că a interzis utilizatorilor de pe internet în perioada de jelire a lui Kim Jong-il . 
În septembrie 2014, Koryolink a reparat o eroare care le-a permis utilizatorilor săi coreeni să faca apeluri internaționale și sa aiba acces la internet, aceste servicii facute doar pentru turiști. 
În 2016, Orascom a recunoscut că are probleme cu repatrierea profiturilor din cauza sancțiunilor internaționale împotriva Coreei de Nord și a declarat că caută o soluție la această problemă.  S-a sugerat că o fuziune cu operatorul de transport de stat Byol ar putea fi pe masă, dar „entitatea rezultată nu ar fi controlată de Orascom, ceea ce înseamnă că firma egipteană a cedat deja controlul asupra Koryolink”. 

## Linkuri externe
- Săptămâna afacerilor - Cererea de telefoane mobile rămâne puternică în Coreea de Nord
- Compluenta - Сотовая связь Северной Кореи пошла в рост
- EasyBourse - France Télécom et Orascom signent les termes finalisés de leurs accords sur Mobinil Arhivat în 8 februarie 2015, la Wayback Machine.  </link>
- c114.net - 奥斯康一季度净利4900万美元 朝鲜手机用户12.6万Arhivat în 2 ianuarie 2014, la Wayback Machine.  </link>
- LA Times - Coreea de Nord permite rețeaua de telefonie mobilă
- Alte articole de știri despre Koryolink

Format:Mobile network operators of North Korea